# The Blues Brothers
The Blues Brothers és el nom d'una banda de blues composta pels actors Dan Aykroyd i John Belushi i alguns dels músics més importants de la música soul. És també el títol d'una pel·lícula estrenada el 1980, narrant la història fictícia d'aquest grup.

## Història
John Belushi (també conegut com el cantant Jake Blues) i Dan Aykroyd (també conegut com a Elwood Blues (harmònica)), tots dos membres de l'equip original del programa de televisió Saturday Night Live de la NBC, creen The Blues Brothers i les seves identitats alternatives a principis de 1976 per escalfar l'audiència de SNL.
The Blues Brothers fan la seva primera aparició en directe a SNL amb Belushi i Aykroyd vestits amb els seus vestits d'abelles, que portaven normalment per l'esquetx "Killer Bees", interpretant "I’m a King Bee" de Slim Harpo. En les setmanes següents a l'aparició, The Blues Brothers es converteixen en un afegit del show i comencen a aparèixer de manera semi-regular. L'aspecte humorístic es basa parcialment en la imatge de dos homes vestits de negre amb l'aire dels sicaris de la màfia, que de sobte es posen a cantar i ballar energèticament.
A banda de Jake i Elwood, els Blues Brothers estan formats per músics de qualitat, com el guitarrista Steve Cropper i el baixista Donald Dunn, ambdós del grup Booker T. & the M.G.'s i Matt «Guitar» Murphy.
The Blues Brothers van gravar el seu primer àlbum, Briefcase Full of Blues el 1978, durant la introducció de l'actor Steve Martin a Los Angeles. L'àlbum es va convertir en disc de platí, incloent els títols de "Soul Man" i "Rubber Biscuit" que es troben al Top 40.
El 1980, la pel·lícula The Blues Brothers, dirigida per John Landis, s'estrena a les pantalles de cinema, amb Aretha Franklin, James Brown, Cab Calloway, Ray Charles, John Lee Hooker, Carrie Fisher, Frank Oz, Steven Spielberg, John Candy, Joe Walsh, Pinetop Perkins, Chaka Khan i Paul Reubens. La pel·lícula està ambientada a Chicago.
The Blues Brothers van sortir de gira aquell any per promocionar la pel·lícula. Jake i Elwood va llançar el seu segon àlbum, Made in America, que conté les dues cançons «Gimme Some Lovin'» i «Who's Making Love» que figuren en el Top 40.
El 5 de març de 1982, Belushi, que s'havia convertit en un addicte a la cocaïna, va morir a Hollywood per una sobredosi de speedball.
El 1988, Cropper, Dunn, Murphy i altres reformen el grup The Blues Brothers per una gira mundial. Treuen un nou àlbum el 1992 titulat Red White and Blues, amb Elwood Blues com a convidat. Aykroyd llança la seva franquícia de Blues, una cadena internacional de clubs de blues. Sota la identitat de Elwood, anima la «House of Blues Radio Hour».
Una segona pel·lícula va veure la llum el 1998, Blues Brothers 2000, amb John Goodman per acompanyar Aykroyd com el segon germà Blues.

## Membres
- John Belushi - cant
- Jake Blues - cançó
- Dan Aykroyd - cant
- Elwood Blues - cançó
- Steve "The Coronel" Cropper - guitarra solista i rítmica, membre de Booker T. and the M.G.'s
- Donald "Duck" Dunn - Baix elèctric, membre de Booker T. and the M.G.'s
- Murphy Dunne - piano, toca en la pel·lícula a causa del compromís de Paul Shaffer per interpretar amb Dan Aykroyd a Gilda Live, en una gira amb la banda l'estiu de 1980)
- Willie " massa gran" Hall - bateria i percussió, membre de The Bar-Kays Bar i Isaac Hayes
- Steve "Getdwa" Jordan - bateria i percussió (Saturday Night Live Band)
- Birch "Crimson Slide" Johnson - trombó no apareix en la pel·lícula
- Tom "Bones" Malone - trombó, trompeta i saxofon (Saturday Night Live Band)
- "Blue" Lou Marini - saxofon (Saturday Night Live Band)
- Matt "Guitar" Murphy - guitarra i guitarra rítmica.
- Alan "Mr. Fabulous" Rubin - trompeta (Saturday Night Live Band)
- Paul "The Shiv" Shaffer - piano
- Tom "Triple Scale" Scott - saxo no apareix en la pel·lícula

### Altres membres
- James Belushi "Zee Blues" - veu, germà de Joan
- John Goodman "Mack Mc Teer" - cançó
- Sam Moore
- Eddie Floyd
- Cabel Chamberlain
- Tom Scott
- Tommy Mc Donnel
- Birch Slide
- Alto Reed
- Anton Fig
- John Tropea
- Rob Papparozzi
- Larry Thurson
- Danny Gottlieb
- Buster Blues

## Discografia
- 1978: Briefcase Full of Blues, (Rhino Records/Atlantic Records)
- 1980: The Blues Brothers: Music from the Soundtrack, (Atlantic Records)
- 1980: Made in America, (Atlantic Records)
- 1980: Live at the Universal Amphitheater (Bootleg)
- 1981: Best of Blues Brothers Atlantic Records
- 1988: Everybody needs WEA
- 1988: Great Outdoors Soundtrack Atlantic Records
- 1989: Live in Montreux WEA
- 1992: Blues for You (Live in Montreux Bootleg) RRC
- 1992: Otis, Onions And The Blues (Montreux Jazz Festival Bootleg)
- 1992: Red White & Blues Atlantic Records
- 1992: The Definitive Collection Atlantic Records
- 1995: Best of The Blues Brothers remastered Atlantic Records
- 1995: The Very Best of the Blues Brothers
- 1996: Live on New Year's Eve
- 1997: Blues Brothers & Friends - Live from Chicago's House of Blues House of Blues
- 1997: Live in Las Vegas (Las Vegas HOB Bootleg)
- 1997: Highlights Griffin
- 1997: Blues Brothers 2000
- 1998: Complete Warner Music Group
- 1998: Integral en 2 CD
- 2002: Blues Brothers Band - Live at Montreux Casino Traditional Line
- 2003: The Essentials Rhino Records/Warner Music Group
- 2004: The Definitive Collection Warner Music Group
- 2005: Gimme Some Lovin & Other Hits Flashback
- 2007: Complet [versió japonesa] Wicked Pictures
- 2017 – The Last Shade of Blue Before Black

## Guardons
Nominacions
- 1980: Grammy al millor nou artista